# لي كا يي
لي كا يي هي لاعبة الاسكواش صينية، ولدت في 25 نوفمبر 1993 في هونغ كونغ في الصين.

## وصلات خارجية
- لي كا يي على موقع الاتحاد الدولي لمحترفي الاسكواش (مؤرشف) (الإنجليزية)
- لي كا يي على موقع SquashInfo.com (الإنجليزية)